# أوثمار أمان
كان أوثمار هيرمان أمّان (26 مارس 1879 – 22 سبتمبر 1965) مهندس مدني سويسري-أميركي، صمم جسورًا من بينها جسر جورج واشنطن وجسر فيرازانو- ناروز وجسر بايون. أدار أيضًا عملية تخطيط وتشييد نفق لينكولن.

## سيرة ذاتية
ولد أوثمار أمّان قرب مدينة شافهاوزن في سويسرا، عام 1879. كان والده صانعًا ووالدته صانعة قبعات. تلقى تعليمه الهندسي في بوليتكنيكوم (المعهد الفدرالي للتكنولوجيا) في زيوريخ، سويسرا. درس مع المهندس السويسري فيلهم ريتر. في عام 1904، هاجر إلى الولايات المتحدة، وأمضى معظم حياته المهنية وهو يعمل في مدينة نيويورك. أصبح مواطنًا مجنسًا عام 1924.
عاد إلى سويسرا لفترة وجيزة في عام 1905، للزواج من ليلي سيلما ويرلي. أنجبا ثلاثة أطفال -ويرنر وجورج ومارغوت- قبل وفاتها عام 1933. تزوج بعدها من كلاري فوت نويتزلي، المترملة أيضًا منذ فترة قريبة، عام 1935 في كاليفورنيا.
كتب أمّان تقريرين حول انهيار الجسور، انهيار جسر كيبيك وانهيار جسر تاكوما ناروز الأول. كان التقرير الذي كتبه حول انهيار جسر كيبيك عام 1907 هو الذي أكسبه التقدير في مجال هندسة تصميم الجسور. بسبب هذا التقرير، تمكن من الحصول على وظيفة لدى غوستاف ليندينتال للعمل على جسر هيل غيت. بحلول عام 1925، كان قد عُيّن في هيئة ميناء نيويورك كمهندس جسور. فُضّل تصميمه لجسرٍ على نهر هادسن على جسرٍ أُعد من قِبل معلمه، ليندينتال. (تُبرز تصاميم ليندينتال «لجسر النهر الشمالي»، الجسر الهائل المؤلف من أكثر من 16 مسرب مخصصة لاستيعاب المشاة وقطارات الشحن والنقل السريع وحركة مرور المركبات. رُفض الجسر، الذي كان سيدخل منهاتن في الشارع السابع والخمسين، لصالح تصاميم أمّان، يرجع ذلك أساسًا إلى أسباب متعلقة بالتكاليف).
أصبح هذا الجسر في النهاية، جسر جورج واشنطن. تحت إدارة أمّان، اكتمل قبل موعده المحدد بستة أشهر وبأقل من ميزانيته الأصلية البالغة 60 مليون دولار. لفتت تصاميم أمّان لجسر جورج واشنطن، و، لاحقًا، جسر بايون، انتباه متعهد البناء روبرت موزس، الذي أخذ أمّان لخدمته. بُنيت الجسور الأربعة الأخيرة من جسور أمّان الستة في مدينة نيويورك -تريبورو، برونكس- وايتستون، ثروغس نيك، وفيرازانو- ناروز لصالح هيئة أنفاق وجسور تريبورو التابعة لموزس. في عام 1964، أسس أمّان وتشارلز ويتني شركة أمّان وويتني. في عام 1964، افتتح أمّان جسر فيرازانو- ناروز في نيويورك، والذي امتلك أطول مجاز معلق في العالم والبالغ 1300 متر، وكان أثقل جسر معلق في العالم في ذلك الوقت. يُعد جسر فيرازانو- ناروز حاليًا في المرتبة الحادية عشر كأطول مجاز في العالم والأطول في نصف الكرة الغربي. شارك أمّان أيضًا في بناء جسر البوابة الذهبية في سان فرانسيسكو، والمُصنف حاليًا في المرتبة الثانية عشرة.

## أعماله
كان أمّان معروفًا بقدرته على تصميم جسور خفيفة وغير مكلفة، لكن بسيطة وجميلة في نفس الوقت. كان قادرًا على فعل ذلك باستخدام نظرية الانحناء. اعتقد أن وزن القدم الواحد من المجاز والكابلات سيؤمن صلابة كافية وبذلك لن يحتاج الجسر إلى أي جوائز شبكية لتأمين الصلابة. جعله هذا الأمر مشهورًا خلال فترة الكساد، حين كان تخفيض التكاليف أمرًا هامًا. من جسور أمّان الشهيرة:
- جسر جورج واشنطن (افتُتح في 24 أكتوبر 1931)
- جسر بايون (افتُتح في 15 نوفمبر 1931)
- جسر تريبورو (افتُتح في 11 يوليو 1936)
- جسر برونكس-وايتستون (افتُتح في 29 أبريل 1939)
- جسر والت وايتمان (افتُتح في 16 مايو 1957)
- جسر ثروغس نيك (افتُتح في 11 يناير 1961)
- جسر فيرازانو ناروز (افتُتح في 21 نوفمبر 1964)

صُمم جسر جورج واشنطن في الأصل ليُكسى هيكله الفولاذي بحجر إكساء مشغول، لكنه استُبعد من التصميم النهائي بسبب التقييدات المالية الناجمة عن الكساد الكبير. تمثلت مهارات أمّان الإدارية باكتمال الجسر قبل الموعد المحدد وبأقل من الميزانية المرصودة.
يُعدّ جسر بايون المقوس، الجسر الوحيد غير المعلق من تصاميم أوثمار.
وجبَ تدعيم جسر برونكس-وايتستون بعد عام واحد فقط من تشغيله وذلك بسبب الحركة الواضحة أثناء هبوب الرياح العاتية. وُضعت جوائز وارن الشبكية لتقوية الجسر، مُفسدةً مظهره الكلاسيكي المتسق. أُزيلت وحُلّت مشكلة الرياح باستخدام لوح تغطية انسيابي آيروديناميكي مثلثي من الألياف الزجاجية خفيفة الوزن على طول جانبي الجسر، يقطع الرياح عند مرورها فوق الجسر.
إضافةً إلى عمله على الجسور، أدار أمّان أيضًا عملية تخطيط وتشييد نفق لينكولن.